# Александър Островски (историк)
Проф. д-р Александър Владимирович Островски (на руски: Александр Владимирович Островский) е съветски и руски историк, доктор на историческите науки, автор на документални исторически книги.

## Биография и творчество
Александър Островски е роден на 22 юни 1947 г. в село Улин, Калининградска област, РСФСР, СССР. През 1970 г. завършва историческия факултет на Псковския педагогически институт, а през 1974 г. аспирантура в Ленинградския исторически институт. През 1977 г. защитава дисертация на тема „Третоюнският преврат през 1907 г.“. През 1982 г. опитва да защити докторска дисертация на тема „Капиталистическая перестройка сельскохозяйственного производства Европейской России в конце XIX – начале XX в.“, но по политически причини е приета през 1989 г. в съкратен вариант. Обявява се против перестройката в СССР.
След дипломирането си е преподавател по история в педагогическите институти във Вологда (1975 – 1980) и в Ярославл (1980 – 1984). В периода 1984 – 1997 г. Държавния университет за телекомуникации „М. А. Бонч-Бруевич“ в Санкт Петербург. От 1997 г. работи в Хуманитарния университет на профсъюзите, като завеждащ катедрата по история. Има разногласия с ректора и през 2006 г. е уволнен. През 2007 г. е възстановен на работа, но преминава на преподавателска длъжност в Университета за телекомуникации.
От 1992 до 2005 г. е главен редактор на алманаха „От дълбините на времето“.
Автор на повече от 150 научни труда, сред които и осем книги – от тях особена известни са „Кой е стоял зад гърба на Сталин?“ – описваща малоизвестни връзки на диктатора с грузинската и арменската аристокрация, „Солженицин: сбогуване с мита“ – за неизказани факти около произведенията на писателя, и трилогията за Краят на СССР – за разкриването на много секретни документи и действията на участниците в събитията.
В края на живота си отново се връща към материалите по убийството на Криров, което се оказва свързано със сили дълго влияещи върху съдбата на държавата, но поради смъртта си не успява да го завърши.
Александър Островски умира на 19 февруари 2015 г. в Санкт Петербург.

## Произведения
- Сельское хозяйство Европейского Севера России. 1861–1914 гг. (1998)[1]
- История цивилизаций (2000)
- Универсальный справочник по истории России (2000)
- Кто стоял за спиной Сталина (2002, 2003, 2004)[2]
- Солженицын: Прощание с мифом (2004)
- Российская деревня на историческом перепутье. Конец XIX — начало XX в (2016, посмъртно)
- Россия. Самодержавие. Революция (колекция) (2020, посмъртно)

трилогия „Крахът на съветската власт“
- Кто поставил Горбачева? (2010)[1]
- Глупость или измена? Расследование гибели СССР (2011)
- Расстрел „Белого дома“. Чёрный октябрь 1993 (2014)